# Hutter Ottó-díj
A Hutter Ottó-díjat minden évben az a személy kapja, aki az elmúlt években, az eLearning módszertan terjesztése, fejlesztése és alkalmazása területén széles körben a szakma elismerésére számot tartó munkásságot folytatott. A díj átadása hagyományosan az eLearning Fórum rendezvényeken történik, Hutter Ottónak, a 2006-ban tragikusan korán elhunyt híradástechnikai szakmérnök, informatikai újságíró, a Fórum alapítójának és társelnökének az emlékezetére. A díj alapításának javaslatát Dr. Mlinarics József, a Magyar Tartalomipari Szövetség (MATISZ) ügyvezetô elnöke (és az eLearning Fórum társszervezôje) jelentette be, a 2006-os MELLEARN konferencián, a jelenlévő szakemberek egyöntetű helyeslésétől kísérve. 
A díj tárgyiasult formája nagyméretű, polcon elhelyezhető műalkotás, Gáll Gregor szobrászművész, éremtervező műve. „A tokba helyezett emlékérmek – írja a művész –, nem láttathatók a zárt tok miatt.” „A kétoldalas plakett továbbgondolása az élére állítva körbeforgatható kisplasztika.”

## Az eddigi díjazottak
| Év   | A díjazott neve                                                         | Munkahelye                                                              |
| ---- | ----------------------------------------------------------------------- | ----------------------------------------------------------------------- |
| 2006 | Kis-Tóth Lajos                                                          | Az Eszterházy Károly Főiskola általános és fejlesztési rektorhelyettese |
| 2007 | Zárda Sarolta                                                           | A Gábor Dénes Főiskola rektora                                          |
| 2008 | Könczöl Tamás                                                           | Educatio Társadalmi Szolgáltató Nonprofit Kft.                          |
| 2009 | Kovács Ilma Archiválva 2014. október 4-i dátummal a Wayback Machine-ben | egyetemi magántanár – Budapesti Corvinus Egyetem                        |
| 2010 | Papp Gyula                                                              | Kölcsey Ferenc Református Tanítóképző Főiskola                          |
| 2011 | Forgó Sándor                                                            | Eszterházy Károly Főiskola                                              |
| 2012 | Ollé János Archiválva 2015. február 17-i dátummal a Wayback Machine-ben | ELTE PPK Neveléstudományi Intézet                                       |
| 2013 | Komenci Bertalan                                                        | Eszterházy Károly Főiskola                                              |
| 2014 | Köpeczi-Bócz Tamás                                                      | Corvinus Egyetem                                                        |
| 2015 | Turcsányi-Szabó Márta                                                   | ELTE Informatikai Kar                                                   |
| 2016 | Márkus Zsolt László                                                     | MTA Számítástechnikai és Automatizálási Kutató Intézet                  |
| 2017 | Vágvölgyi Csaba                                                         | Debreceni Egyetem                                                       |